# リンカーン郡 (ミシシッピ州)
リンカーン郡（英: Lincoln County）は、アメリカ合衆国ミシシッピ州の郡である。人口は3万4907人（2020年）。郡庁所在地はブルックヘイブンであり、同郡で人口最大の都市である。1870年の設立であり、郡名は第16代アメリカ合衆国大統領エイブラハム・リンカーンに因んで名付けられた。
リンカーン郡はその全体でブルックヘイブン都市圏を構成している。
ワールドコムのCEOかつ設立者バーナード・エバーズがブルックヘイブン近くに住んでいたが、その後会社をつぶしたスキャンダルで有罪になった。郡内には平均以上の数の百万長者が住んでいる。

## 地理
アメリカ合衆国国勢調査局に拠れば、郡域全面積は588.17平方マイル (1,523.4 km2)であり、このうち陸地585.71平方マイル (1,517.0 km2)、水域は2.47平方マイル (6.4 km2)で水域率は0.42%である。

### 主要高規格道路
- 州間高速道路55号線
- アメリカ国道51号線
- アメリカ国道84号線

### 隣接する郡
- コピア郡 - 北
- ローレンス郡 - 東
- ワルトホール郡 - 南東
- パイク郡 - 南
- エイメット郡 - 南西
- フランクリン郡 - 西
- ジェファーソン郡 - 北西

### 国立保護地域
- ホモチット国立の森（部分）

## 人口動態
以下は2000年の国勢調査による人口統計データである。
| 基礎データ - 人口: 33,166人 - 世帯数: 12,538 世帯 - 家族数: 9,190 家族 - 人口密度: 22人/km2（57人/mi2） - 住居数: 14,052軒 - 住居密度: 9軒/km2（24軒/mi2） 人種別人口構成 - 白人: 69.38% - アフリカン・アメリカン: 29.67% - ネイティブ・アメリカン: 0.17% - アジア人: 0.24% - 太平洋諸島系: 0.01% - その他の人種: 0.16% - 混血: 0.37% - ヒスパニック・ラテン系: 0.69% | 年齢別人口構成 - 18歳未満: 26.7% - 18-24歳: 9.5% - 25-44歳: 27.6% - 45-64歳: 22.3% - 65歳以上: 13.9% - 年齢の中央値: 36歳 - 性比（女性100人あたり男性の人口） - 総人口: 92.2 - 18歳以上: 88.6 世帯と家族（対世帯数） - 18歳未満の子供がいる: 34.9% - 結婚・同居している夫婦: 54.9% - 未婚・離婚・死別女性が世帯主: 14.7% - 非家族世帯: 26.7% - 単身世帯: 24.4% - 65歳以上の老人1人暮らし: 11.5% - 平均構成人数 - 世帯: 2.59人 - 家族: 3.08人 | 収入と家計 - 収入の中央値 - 世帯: 27,279米ドル - 家族: 33,552米ドル - 性別 - 男性: 29,060米ドル - 女性: 18,877米ドル - 人口1人あたり収入: 13,961米ドル - 貧困線以下 - 対人口: 19.2% - 対家族数: 16.0% - 18歳未満: 22.8% - 65歳以上: 17.1% |

## 郡政府
リンカーン郡は5人の委員による郡政委員会が統治している。委員は5つの選挙区から各1人が選ばれている。委員会の議長と副議長は毎年持ち回りで交代している。

## 都市と町

### 都市
- ブルックヘイブン - 郡庁所在地

### 未編入の町
- オーバーン
- ボーグチット
- イーストリンカーン
- ルース

### 廃村
- ウールワース

## メディア
郡内の新聞は「デイリー・リーダー」であり、月曜日と土曜日を除く毎日発行されている。

## 教育
郡内の教育は2つの公共教育学区、1つの私立学校、および1組の小さなキリスト教系学校が担当している。リンカーン郡教育学区には、幼稚園生から12年生までの学校4つがある。ブルックヘイブン教育学区は同市に住む子供たちを教えている。